# Bujnice
Bujnice [bui̯ˈnit͡sɛ] es un pueblo ubicado en el distrito administrativo de Gmina Gorzkowice, dentro del Distrito de Piotrków, Voivodato de Łódź, en Polonia central. Se encuentra aproximadamente a 3 kilómetros al este de Gorzkowice, a 21 kilómetros al sur de Piotrków Trybunalski, y a 64 kilómetros al sur de la capital regional Lodz.